# Fallens dagar

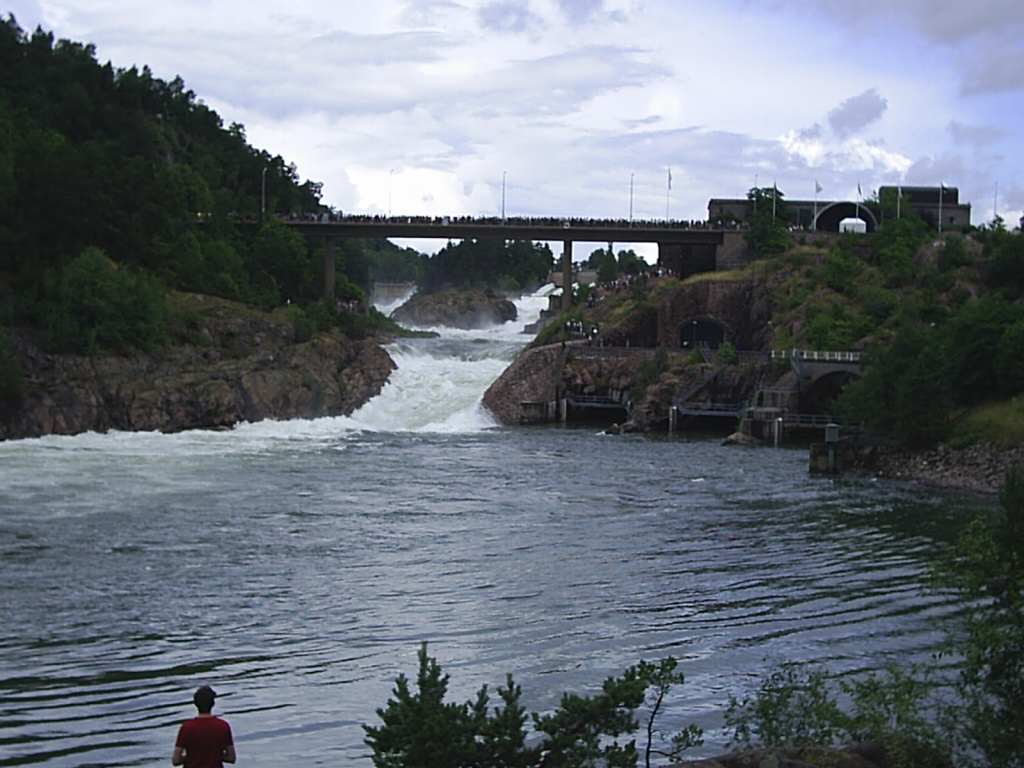
Fallens dagar i juli 2005.

Fallens dagar är en stadsfestival i Trollhättan som firats sedan 1959 under några dagar i juli. Staden är då full av människor som vill se Trollhättefallen, artister som uppträder, samt andra aktiviteter såsom servering och försäljning på Strandgatan. 
Även löpartävlingarna Kraftprovet och Miniprovet som är förlagda till fall- och slussområdena har blivit en tradition under dessa dagar.

## Höjdpunker
2005 firades Fallens dagar 15–17 juli och besöktes bland annat av Jerry Williams, Oslo Gospel Choir, Alcazar och musikalen Grease med Pernilla Wahlgren. En jazzfest anordnades på lördagen i Betty Backs park där bland andra Meta Roos, Kjell Öhman och Claes Janson medverkade.
2006 arrangerades Fallens dagar 21–23 juli. Bland de artister som framträdde fanns Helena Paparizou, Lill Lindfors, Louise Hoffsten, Östen med Resten, David Urwitz, Eldkvarn, Staffan Scheja och Tolvan Big Band.
2007 arrangerades Fallens dagar 20–22 juli. Bland artisterna fanns bland andra Moneybrother, Salem Al Fakir, Eldkvarn, Lill-Babs och Mats Ronander.
2013 arrangerades Fallens Dagar 19–21 juli. Bland artisterna fanns bland andra Eric Saade, Robin Stjernberg och Agnes Carlsson.
2020 och 2021 ställdes Fallens Dagar in på grund av de rådande restriktionerna kring utbrottet av Covid-19.